# Margaretinum

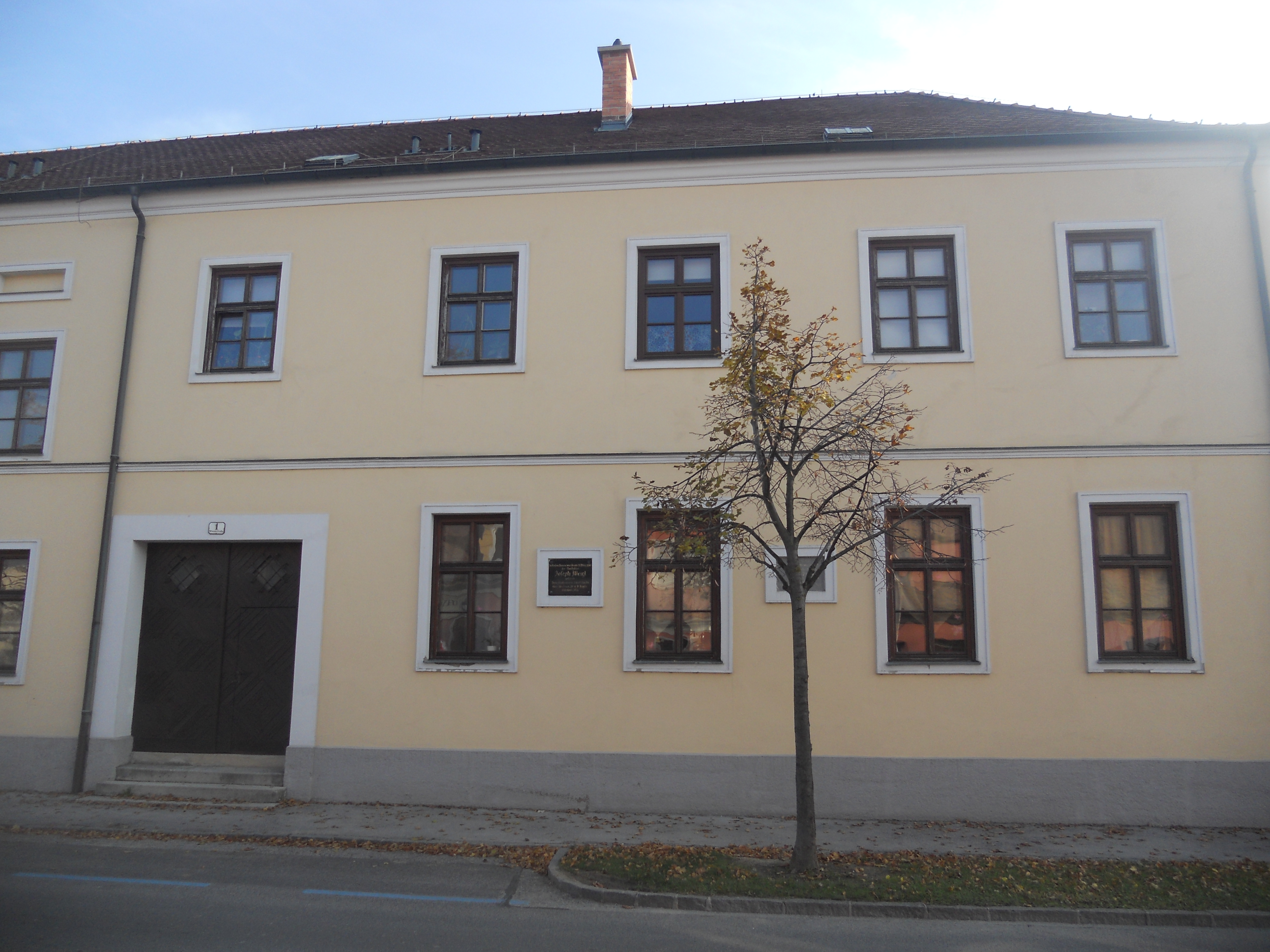
Margaretinum (2011)

Das Margaretinum war das Provinzhaus der Schwestern vom Göttlichen Erlöser in Eisenstadt im Burgenland und wird heute als Pfarrzentrum genutzt. Das Gebäude steht unter Denkmalschutz (Listeneintrag).

## Geschichte
Das Wohngebäude ist das Geburtshaus des Tondichters Joseph Weigl und des Anatomen Joseph Hyrtl. Das Haus Esterházy hatte das Gebäude in der Nutzung eines Musikerwohnhauses und Joseph Haydn hielt ebendort Proben für musikalische Aufführungen. Im Zuge der Landnahme des Burgenlandes 1921 wurden neun Niederlassungen des Ordens der Schwestern vom Göttlichen Erlöser im Burgenland vom damaligen Mutterhaus in Sopron abgetrennt. Zeitgleich 1921 wurde vom Orden im Gebäude eine dreiklassige Mädchenvolksschule begonnen. 1924 kam es mit Genehmigung des Heiligen Stuhls zur Gründung der Österreichischen Provinz des Ordens. Durch die Vermittlung der Fürstin Margarethe Esterházy wurde das Gebäude als neues Provinzhaus zur Gänze übernommen und dabei  Margaretinum benannt. 1933 wurde mit Kardinal Theodor Innitzer, Erzbischof von Wien und Apostolischer Administrator für das Burgenland, der Grundstein für ein Schulzentrum gelegt und im Margaretinum provisorisch eine Hauptschule für Mädchen begonnen. 1934 wurde das Theresianum Eisenstadt mit einem Kindergarten, einer Volksschule, einer Hauptschule und einer einjährigen Haushaltsschule eröffnet.

## Architektur
Das frühere Musikergebäude und später Schulgebäude und Ordenshaus ist ein einfacher zweigeschoßiger Bau am Anfang der Wiener Straße. Hofseitig bildet sich durch kleine Flügelgebäude der Joseph-Haydn-Platz als Hof. Im Kern stammt das Gebäude aus dem 18. Jahrhundert und wurde mehrmals umgebaut.